# Georges Kan
Pour les articles homonymes, voir Kan (homonymie).
Georges Kan (Enghien-les-Bains, décembre 1958) est un musicologue, éditeur de musique et compositeur français.

## Biographie
Né en 1958 à Enghien-les-Bains, Georges Kan effectue ses études musicales au conservatoire de Limoges, puis à la Rubin Academy de Tel-Aviv, dans la classe de piano de Walter Aufhauser.

## Activité d'éditeur
Georges Kan est le fondateur des Éditions musicales européennes – EME (1994-2010),, qui ont publié en quinze ans d'activité près de 500 ouvrages, dont les œuvres de compositeurs de la nouvelle génération — tels Bernard Cavanna, Thierry Pécou, François Narboni, Frédérick Martin, Paul Méfano, Alain Louvier, Johannes Schöllhorn, Alberto Posadas, Philippe Schoeller, José-Luis Campana et Aureliano Cattaneo — et celles de compositeurs du début du siècle, tels qu'André Gedalge et Jacques de La Presle.
Par son intense activité éditoriale et les liens étroits tissés avec des compositeurs, Georges Kan est le dédicataire de plusieurs œuvres musicales : Gennevilliers Symphony (2003) de Bernard Cavanna, Clouds and Sky (2010) de Johannes Schöllhorn,, Cripsis (2001) de Alberto Posadas, La Noia (2004) de François Narboni, Zéphyr (1999) de Suzanne Giraud, Sopherim (1998) de Philippe Schœller, Bing (2009) de Gérard Zinsstag.

## Activités musicologiques et artistiques
En 2008, impressionné par la qualité des publications des Éditions Artaria à Vienne (1796), il se lance dans une reconstitution pré-romantique des Sonates pour piano de Beethoven,. Il publie une recherche sur l'opus 2 et l'opus 7. Il propose notamment un lien entre la Sonate pour piano nº 22 de Beethoven et la Bataille de Valmy. Ses recherches récentes sur le Clavier bien tempéré de Jean-Sébastien Bach l'orientent vers une nouvelle analyse de la graphie de la page de garde du manuscrit aboutissant à un possible lien avec le Livre de la Genèse.
Il est aussi l'auteur/traducteur de notices musicales (Spur de Johannes Schöllhorn, Ça sonne de Bernard Cavanna) et le compositeur d'œuvres pédagogiques (Sept Études sur les intervalles pour piano, deux pièces (Ondée et Romance) pour clarinette et piano). 
Son Concerto pour piano (Music Sales), créé en 1989 à la Salle Cortot par Martine Vialatte et l'Ensemble orchestral d'Île-de-France sous la direction de Bruno de Saint-Maurice, est disponible en CD depuis 2015.
Il a également lancé en 1999 un manifeste, auquel se sont associés 250 artistes, sur la programmation de France Musique, exprimant une inquiétude sur l'évolution de cette radio : « tout ce qui concernait », disait-t-il, « le savoir musicologique, la diffusion de la musique baroque, l'encouragement aux jeunes talents, la découverte des musiques traditionnelles et enfin la création contemporaine, tout s'est évaporé ». Pierre Bouteiller, alors directeur de cette radio, maintient le cap et lui répond que l'antenne ne peut être confisquée par des spécialistes, des musicologues, et des universitaires, et que l'idée est de rendre cette programmation musicale à un large public.